# Julija Alexandrowna Nemaja

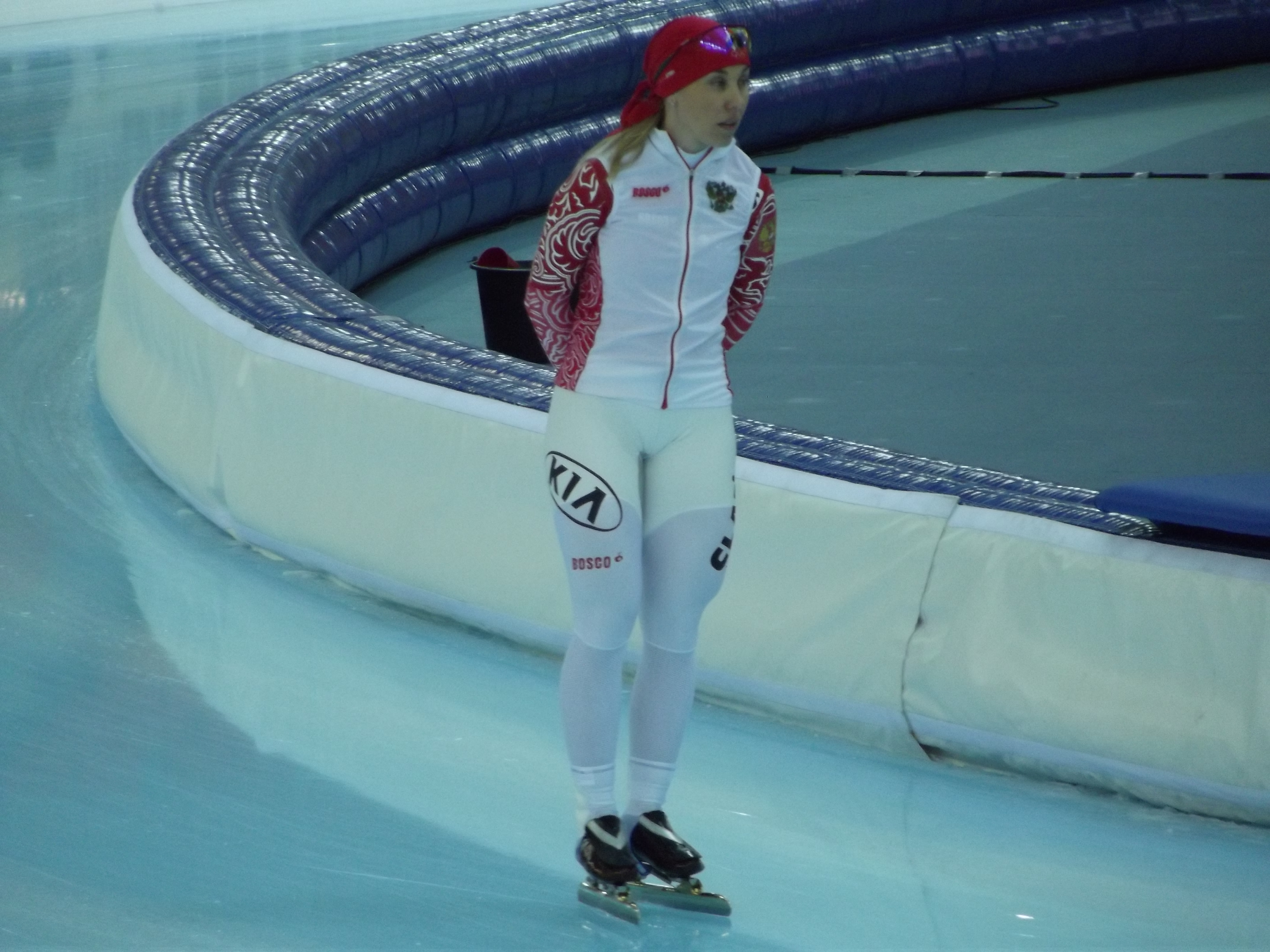
Julija Liteykina 2013

Julija Alexandrowna Nemaja (russisch Юлия Александровна Немая, nach Heirat Liteykina; * 30. Dezember 1977 in Chabarowsk) ist eine russische Eisschnellläuferin. Sie ist auf Sprintstrecken spezialisiert.
Julija Nemaja begann ihre internationale Karriere erst recht spät. Ihr Eisschnelllauf-Weltcup-Debüt feierte sie als 36. über 500 Meter im November 2005 in Kearns. Einen Monat später konnte Nemaja in Inzell als Sechste über diese Distanz erstmals in die Top Ten laufen, erreichte am folgenden Tag dieselbe Platzierung erneut und wurde zudem über 1000 Meter Fünfte. In der Saison 2006/07 startete sie nicht im Weltcup, kehrte aber in der Saison 2007/08 erfolgreich in den Weltcup zurück.
Bei den Olympischen Spielen 2006 in Turin startete Nemaja über 500 Meter und erreichte den 29. Platz. Drei Wochen zuvor belegte sie bei der Weltmeisterschaft im Sprintvierkampf in Heerenveen den 19. Rang. 2005 und 2007 gewann sie bei russischen Meisterschaften Silber über 500 Meter.

## Eisschnelllauf-Weltcup-Platzierungen
| Platzierung | 100 m | 500 m | 1000 m | 1500 m | 3000/5000 m | Team |
| ----------- | ----- | ----- | ------ | ------ | ----------- | ---- |
| 1. Platz    |       |       |        |        |             |      |
| 2. Platz    |       |       |        |        |             |      |
| 3. Platz    |       |       |        |        |             |      |
| Top 10      |       | 4     | 2      |        |             |      |

(Stand: 7. Dezember 2007)